# Odin (déu)

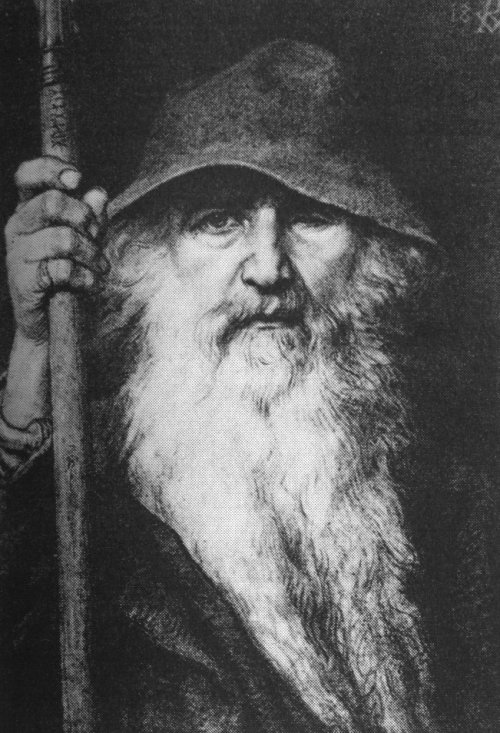
Odin, el rodamón

Odin —Óðinn en nòrdic occidental antic— és considerat el déu principal de la mitologia nòrdica i un dels principals de la mitologia germànica. També anomenat Wotan, ja que *Wōðanaz és la forma germànica d'aquest déu. Va ser equiparat pels pobles germànics que havien tingut contacte amb els romans amb el déu Mercuri, la qual cosa feu possible que els pobles germànics, en adoptar la setmana dels romans, i amb aquesta, els noms dels dies, encunyessin el mot *Wōðanes daγaz per a dir Dies Mercurii, o sigui, «di-mecres» (= anglès Wednes-day, = neerlandès Woensdag, = westfalès i renà Gonsdag, westfalès antic Gōdensdag). Les designacions actuals en alemany —que és Mittwoch— i en islandès —que en diu Miðvikudagur— són un reflex dels esforços reeixits de l'Església per a esborrar els vestigis de paganisme amagats en les designacions dels dies de la setmana (en el món romànic té un paral·lel en el gallec cuarta-feira i en portuguès quarta feira).
El paper d'aquest déu en la mitologia nòrdica, igual que el de molts altres déus nòrdics, és força complex. És el déu de la saviesa, la guerra i la mort, i com a tal, se'l considera un déu ctònic i psicopomp. Però també és considerat, tot i que en menor mesura, el déu de la màgia, la poesia, la profecia, la victòria i la caça. Una peculiaritat que també l'uneix al Mercuri romà és que, igual que aquest déu va inventar l'alfabet, Óðinn es va apoderar de l'alfabet rúnic i el va transmetre als humans.
Odin residia a l'Asgard, al palau de Valaskjálf, que va construir per a ell i on hi ha el seu tron, el Hliðskjálf, des d'on podia observar el que succeïa a cadascun dels nou mons. En la batalla brandava, portava la seva llança, anomenada Gungnir, i muntava el seu cavall de vuit potes, anomenat Sleipnir.
Era fill de Bor i de la geganta Bestla, germà de Vili i Vé, espòs de Frigg i pare de molts dels déus tals com Thor, Bàlder, Vídar i Vali. En la poesia escàldica, s'hi fa referència amb infinitat de sobrenoms (kenningar), un dels que s'utilitzen per a esmentar-lo és Allföðr («Pare de tots»).
Com a déu de la guerra, s'encarregava d'enviar les seves filles, les valquíries, a recollir els guerrers heroics morts en batalla, els einherjer, que seien al seu costat en el Valhalla mentre Odin presidia els banquets. A la fi dels temps, Odin guiarà els déus i els humans contra les forces del caos en la batalla de la fi del món, el Ragnarök. En aquesta batalla, el déu serà mort i devorat pel feroç llop Fenrir, el qual serà immediatament mort per Vidar, que li estriparà les gargamelles i li col·locarà un peu en la gorja.

## Etimologia

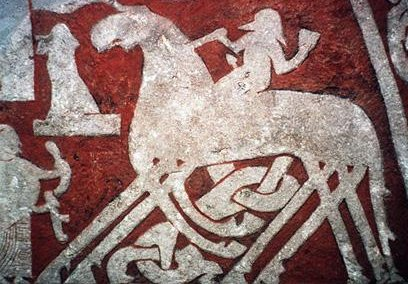
La pedra rúnica de Tängvide mostra Odin entrant al Valhalla cavalcant amb Sleipnir

Odin representa l'evolució de la deïtat protogermànica *Wōđinaz o *Wōđanaz, el nom del qual va derivar en Oðinn, en nòrdic antic i en Woden, en anglosaxó.
El cronista germànic Adam de Bremen, en la seva obra Gesta Hammaburgensis ecclesiae pontificum, fa referència al déu que adoraven els pagans escandinaus del segle xi com «Wodan aneu est furor» («Wodan, que significa furor»). Una alternativa etimològica obsoleta a la qual es van adherir molts dels primers escriptors, incloent-hi Cornelius Agrippa en el seu Libri tres d'occulta philosophia, és donar-li la mateixa arrel que la paraula «god» («déu»), en la seva forma protogermànica *ǥuđ-. Aquesta no és una teoria sostenible, segons la majoria dels acadèmics moderns, excepte per al nom longobard Godan, que pot tenir les arrels en *ǥuđanaz.
Oðinn està relacionat amb la paraula oðr, que en nòrdic antic té dos significats. Com a adjectiu, significa «boig, frenètic, furiós» o «violent» i és cognat de la paraula anglosaxona wōd. El substantiu significa «ment, saviesa, ànima» o «sensibilitat, cançó, poesia» i és cognat amb la paraula anglosaxona wōþ. En paraules compostes, oð- significa «violentament enèrgic» (ex: oð- en málugr, «parlar de manera violenta o molt excitat»).

## Característiques

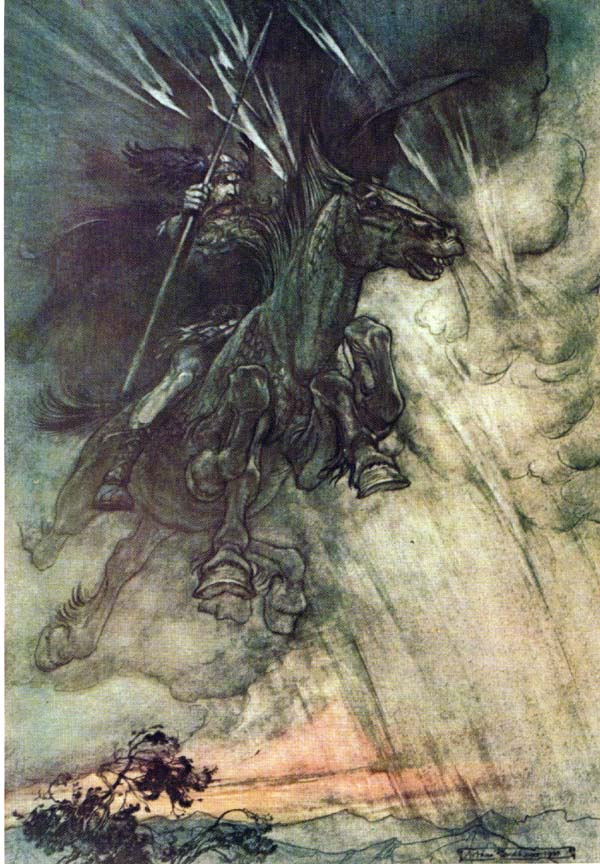
Odin en una pintura d'Arthur Rackham per a l'òpera Die Walküre de Richard Wagner

Odin és una deïtat ambivalent. Les connotacions nòrdiques antigues de l'edat vikinga per a Odin estan relacionades amb els conceptes de poesia i inspiració, però també amb els de fúria i bogeria.
És el déu del coneixement; va sacrificar un dels seus ulls al pou de Mimir, per tal de poder accedir a la saviesa dels anys, i era qui donava als poetes valerosos l'hidromel de la inspiració feta pels nans, de l'atuell anomenat Óð-rœrir.
També és associat amb el concepte de la cacera salvatge (Asgardreid), un estrepitós i rugent moviment a través del cel, on lidera les hosts dels guerrers morts.
En consonància amb això, Snorri Sturluson, en l'Edda prosaica, descriu Odin donant la benvinguda als guerrers que han mort heroicament en la batalla, a la seva residència, el Valhalla, que interpretat literalment significa «saló dels morts en combat».
A més, és el déu de la guerra, i apareix en molts mites nòrdics com qui porta les victòries. En les sagues nòrdiques, Odin de vegades actua com un instigador de conflictes bèl·lics, i es diu que era capaç de començar-los amb tan sols llançar la seva llança, Gungnir. També enviava les valquíries per influir en les batalles i obtenir el resultat que desitjava. De vegades, podia aparèixer en els camps de batalla com el líder dels nòrdics, portant a les espatlles dos corbs, anomenats Hugin i Munin («pensament» i «memòria», respectivament), i acompanyat per dos llops, anomenats Geri i Freki.
Odin s'associa amb els paranys i els enganys. És un transformista, capaç d'alterar la seva forma a voluntat. Es relata que va viatjar per la terra amb l'aparença d'un home vell, borni, amb barba grisa, portant un barret d'ala ampla i amb un abric blau fosc. També realitza pràctiques màgiques, com és el seid.

## Saviesa
Sent un dels déus més antics, creador del món i dels humans, Odin és el senyor de la saviesa, expert en totes les coses des del principi dels temps. Ha après totes les arts, i després, els humans han après d'ell. Entre els molts epítets d'Odin, molts fan referència a la seva gran saviesa, i ha estat anomenat Fjölnir i Fjölnsviðr («gran savi»), Sanngetall («qui intueix la veritat»), Saðr o Sannr («qui diu la veritat»), Forni («coneixedor de l'antic») i Fornölvir («sacerdot antic»).

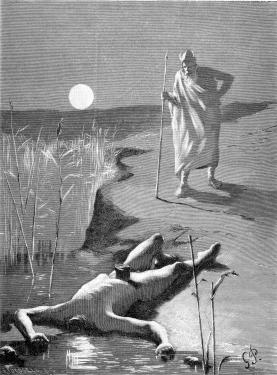
Odin observa el cos decapitat de Mímir. Il·lustració de Fredrik Sander per a l'edició sueca de l'Edda poètica

La saviesa d'Odin és fruit del coneixement, la màgia i la poesia, tot alhora. És coneixedor dels misteris dels nou mons i dels seus orígens, però també del destí de cadascun dels humans, així com del seu propi destí i el de l'Univers.
Odin gaudeix competint en discussions amb els individus més savis. Sota la disfressa de Gágnraðr («victòria»), va arriscar la vida quan el gegant Vafþrúðnir, l'erudició del qual era àmpliament reconeguda, el va desafiar en un duel de saviesa sobre el passat, el present i el futur del món. El gegant va contestar ràpidament a totes les preguntes, però Gágnraðr, al final, va preguntar què va ser el que el déu Odin va mormolar a cau d'orella al seu fill Bàlder en la seva pira funerària. Vafþrúðnir, en aquest punt, va reconèixer la identitat d'Odin, ja que una regla era que qui feia una pregunta havia de conèixer la resposta, i aquesta resposta era coneguda tan sols pel mateix déu. Així, el gegant va perdre el duel.
En una altra ocasió, fent-se passar per un home anomenat Gestumblindi («hoste cec»), el déu va desafiar un rei anomenat Heiðrekr, a un duel d'endevinalles. Després d'una sèrie de preguntes que ambdós van contestar sense dificultat, Odin va realitzar la mateixa pregunta que havia fet a Vafþrúðnir. Davant aquesta pregunta, el rei va intentar matar-lo, però el déu va escapar convertit en un falcó.
Odin es va aventurar fins al pou de Mimir, a prop de Jötunheimr, la terra dels gegants, sota l'aparença d'un caminant anomenat Vegtamr. Mímir, que vigilava el pou, per permetre-li beure'n li va demanar que sacrifiqués el seu ull esquerre, fet que simbolitza la importància de la voluntat per a obtenir el coneixement, i Odin va accedir. Mentre bevia, va veure tot el sofriment i els problemes que els humans i els déus haurien de suportar, però també va albirar per què era necessari que això succeís.
El sacrifici del més gran de tots els déus és un tema recurrent en la mitologia nòrdica. Referent a això, cal esmentar que també Týr va sacrificar la seva mà per així poder encadenar Fenrir. L'ull d'Odin roman al fons d'aquesta font, de la qual el mateix Mímir beu cada dia. D'aquella mutilació autoinfligida, deriven els epítets de Bileygr («borni») i Báleygr («mancat d'un ull»). Odin conserva el cap de Mimir, que va ser decapitat pels Vanir durant el seu enfrontament amb els Æsir, i aconsegueix fer-lo parlar per mitjà de la màgia, que és una font inesgotable de coneixements que li revela les notícies del que succeeix al voltant del món.
| Allt veit ek, Oðinn, hvar þú auga falt, í inum mæra Mímisbrunni -; Drekkr mjöð Mímir morgun hverjan af veuði Valföðrs. Vituð ér enn iða hvat? | Sigues on Odin va ocultar el seu ull, profund en la famosa font de Mímir -; Mímir beu hidromel cada matí de la peça pagada per Valföðr (Odin). Podries saber més? |
| Edda poètica - Völuspá, estrofa 29 | |

### Runes
Odin coneix el secret de les runes. Les runes són l'eina dels poetes i posseeixen el coneixement. Els caràcters tallats en fusta, pedra, a les fulles de les espases, als cascs dels cavalls i són l'origen de tot coneixement i de tota força. Odin obté aquests coneixements i esdevé el primer Erilaz, o «savi de les runes».
De fet, per aprendre l'art de les runes i de l'endevinació, es va penjar d'un arbre (probablement Yggdrasil) travessat per la seva llança durant nou dies i nou nits, en un sacrifici que es va oferir a si mateix.
Segons Hávamál, 138, en la secció coneguda com a Rúnatal:

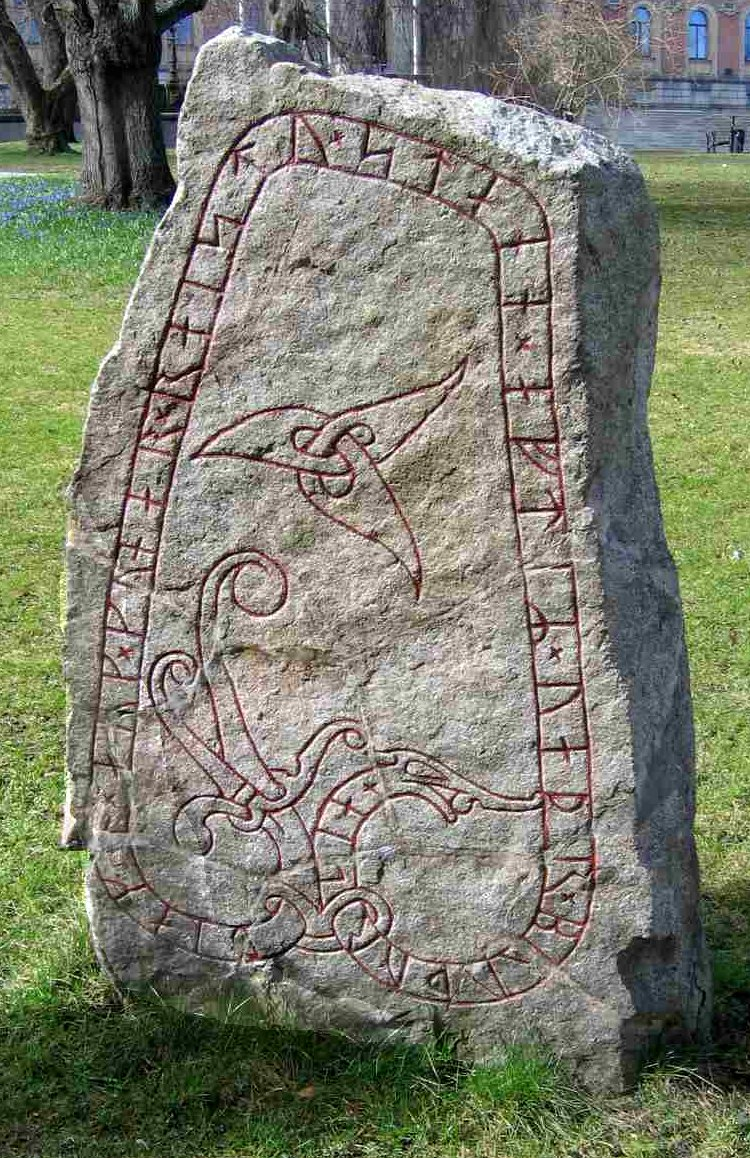
Pedra rúnica de Funbo, del, a Uppsala, Suècia

| Veit ek, at ek hekk vindga meiði á nætr allar níu, geiri undaðr ok gefinn Oðni, sjalfr sjalfum mér, á þeim meiði, er manngi veit, hvers af rótum renn. Vaig veureð hleifi mik sældu né vaig veureð hornigi, nýsta ek niðr, nam ek upp rúnar, æpandi nam, fell ek aftr þaðan. | Sé que vaig penjar en un arbre bressolat pel vent nou llargues nits ferit amb una llança i dedicat a Odin, jo ofert a mi mateix, en aquell arbre de què ningú coneix l'origen de les seves arrels. No em van donar pa, ni de beure d'una banya, vaig mirar cap al profund, vaig copsar les runes les vaig copsar entre crits, després em vaig desplomar a terra. |
| Edda poètica - Hávamál, estrofa 138 | |

| Rúnar munt þú finna ok ráðna stafi, mjök stóra stafi, mjök stinna stafi, er fáði fimbulþulr ok gerðo ginnregin ok reist hroftr rögna. | 142 Aprèn les runes i aprèn els signes, els caràcters de molta força, els caràcters de molt de poder, que el suprem poeta va pintar (Odin), i els alts poders van fer i el senyor dels déus (Odin) gravà. |
| Edda poètica - Hávamál, estrofa 142                                                                                                   | |

### Poesia

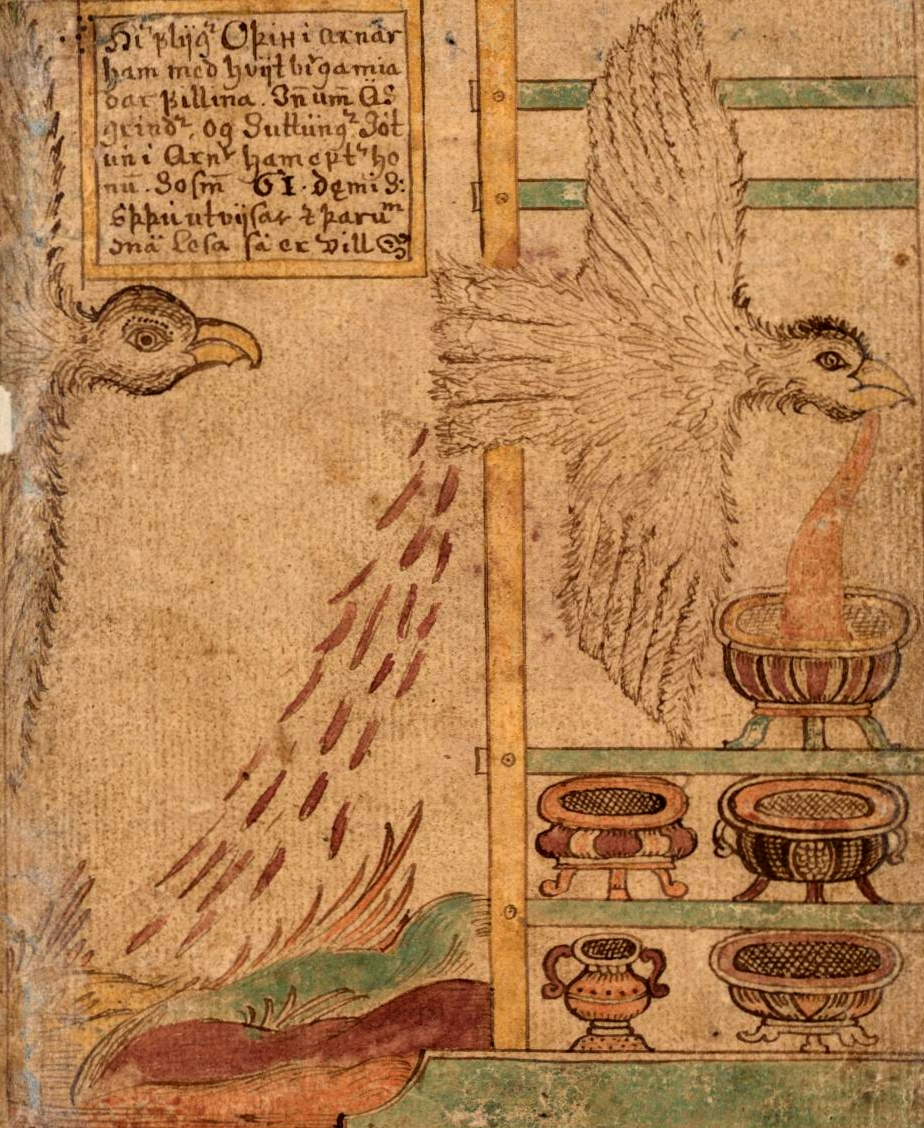
Odin roba l'hidromel de la poesia i escapa de Suttung, ambdós sota la forma d'una àguila. Il·lustració d'un manuscrit islandès del

La fúria espiritual que caracteritza Odin no sols es manifesta en la batalla, sinó que també es veu reflectida en les composicions literàries. És per aquest motiu que Odin també és considerat el déu dels poetes.
Es diu que sempre parla en vers i que va ser ell qui va iniciar l'art de la poesia a l'Europa del Nord. La poesia és considerada un poder sobrenatural proper a la màgia, ja que la qualitat del poeta que improvisava estava reflectida en la seva capacitat de predicció, la qual cosa no era llunyana a la tasca que realitzava un mag.
Segons relata Hávamál, Odin va treballar com a ajudant de la granja de Baugi durant un estiu, per aconseguir l'hidromel de la poesia que el seu germà, Suttung, havia obtingut dels nans. Suttung l'havia amagat en el centre d'una muntanya amb la seva filla Gunnlod, que la guardava. El déu va treballar a la granja fins que va saber on hi havia l'hidromel, després seduí la filla de Suttung perquè li permetés beure'n un glop i quan, per fi, va tenir accés a l'hidromel, se'l va beure de cop, es va transformar en una àguila i escapà. L'hidromel de la poesia juntament amb el coneixement de les runes el van dotar de la capacitat poètica. Quan robà l'hidromel, part en va ser vessat a terra i això va donar als humans l'habilitat del cant.

### Màgia
Odin és el déu de la màgia i es deia que havia après els misteris de la seid («la màgia») de la deessa Vanir i e la völva Freyja, segons la saga dels Ynglings, malgrat les connotacions poc guerreres que tenia l'ús de la màgia. En el Lokasenna, Loki acusa Odin de fer servir la seid i condemna aquesta pràctica que diu que no és bona emprada pels humans. Snorri explica que una justificació per a aquesta acusació pot trobar-se en la saga dels Ynglings, en què el practicant de la seid era considerat com un individu feble.

## Guerra
De totes les figures de la mitologia nòrdica que posseeixen el caràcter de divinitat guerrera, Odin es caracteritza per ser de vegades anomenat Sigrföðr («pare de la victòria»), ja que és l'ésser que decideix la sort de les batalles i qui en sortirà victoriós. També és anomenat Valföðr («pare dels triats»), perquè es considera que es converteixen en els seus fills adoptius tots aquells guerrers que cauen heroicament en el camp de batalla. Sota aquests dos noms, Odin distribueix en la batalla la victòria i la mort: ambdues coses són ben rebudes pels guerrers.

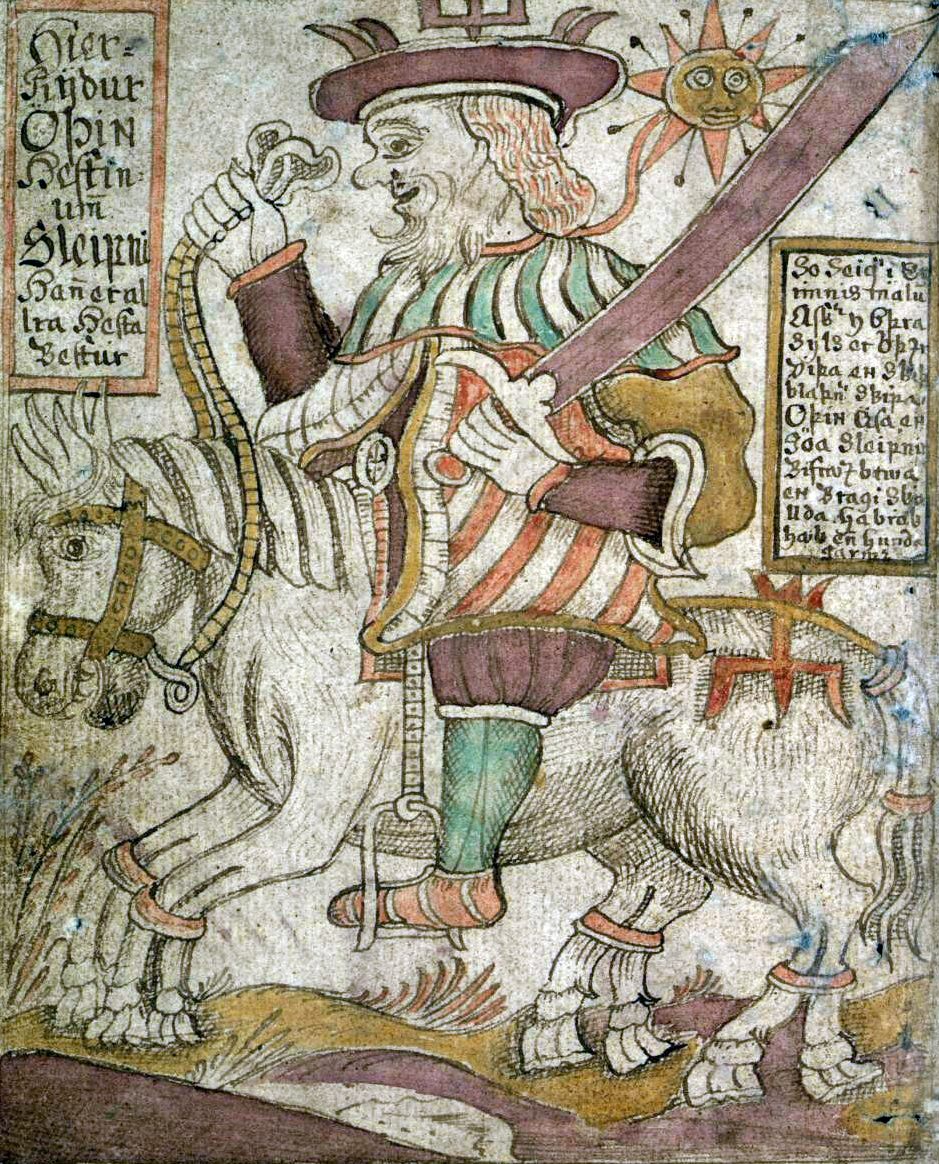
Il·lustració d'Odin i Sleipnir en el manuscrit islandès SÁM 66.

Odin és, a més a més, un guerrer per excel·lència i combat amb arts màgiques. Molts dels epítets utilitzats per a descriure el seu caràcter bel·licós són: Gunnarr («senyor de la batalla»), Göllnir («[qui] està en la contesa»), Þróttr («poderós»), Foyersðr («[qui] cavalca en la batalla») i Fráríðr («[qui] avança cavalcant»).
La infal·lible llança que subjecta amb el puny va ser creada per uns nans, els famosos artesans coneguts com els "fills d'Ivaldi", i s'anomena Gungnir. Quan Odin va llançar la llança, va donar lloc a la primera guerra del món, el conflicte entre els Æsir i els Vanir.
La vetlla de les batalles es gira cap a la formació que ha decretat que serà derrotada. Per tant, és anomenat Dörruðr («[qui] combat amb llança»), Dresvarpr («[qui] dispara la llança») i Biflindi («[qui] agita la llança»). A més, posseeix un casc d'or, raó per la qual de vegades és anomenat Hjálmberi («[qui] porta casc»).
Odin resulta aterridor per als enemics, ja que és un expert en l'art de la transformació. En la guerra té el poder d'encegar, ensordir o provocar el pànic en els enemics, així com d'aterrir les seves formacions i de transformar objectes senzills com branques en armes mortals. Ningú és capaç d'etzibar-li una llança amb suficient força que ell no pugui aturar amb la mirada. Les seves habilitats per a la guerra tenen com a base la màgia i els seus coneixements d'encanteris i de les runes.
El mateix déu ho admet en el Hávamál:
| Það kann ek þriðja: ef mér veureðr þörf mikil hafts vaig veureð mína heiftmögu, eggjar ek deyfi minna andskota, bíta-t þeim vápn né velir. Þat kann ek it fjórða: ef mér fyrðar bera bönd að boglimum, svá ek gel, at ek ganga má, sprettr mér af fótum fjöturr, en af höndum haft. Þat kann ek it fimmta: ef ek sé af fári skotinn flein í folki vaða, fýgr-a hann svá stinnt at ek stöðvig-a-k, ef ek hann sjónum of sék. | 148 El tercer sé: si necessito molt deixar travat l'enemic esmusso els talls de les espases enemigues i al meu adversari, ni armes ni astúcies li valen. 149 La quarta sé: si humans imposen ceps en els meus membres, canto un conjur que em fa lliure, les cadenes salten dels peus i de les mans els llaços. 150 El cinquè sé: si dard jo veig que busca blanc entre la meva gent: cap no vola amb prou força, que no pugui detenir-lo amb la mirada. |
| Edda poètica - Hávamál, estrofes 148-150 | |

De vegades, escull algun guerrer devot i el protegeix durant la batalla convertint-lo en invulnerable per als seus enemics perquè pugui acabar la contesa sa i estalvi:
| Þat kann ek it ellifta: ef ek skal til orrostu leiða langvini, und randir ek gel, en þeir emð ríki fara heilir hildar til, heilir hildi frá, koma þeir heilir hvaðan. | 156 L'onzè sé: si a la batalla he de conduir els meus, canto un conjur rere l'escut i així avancem victoriosos, entrem sans a la batalla, en sortim sans, i tornem sans de la contesa. |
| Edda poètica - Hávamál, estrofa 156 | |

Els devots d'Odin hi dipositaven la seva confiança durant la guerra i l'invocaven com a Sigföðr («pare de la victòria»), Sighöfundr («jutge de la victòria»), Sigtýr («déu de la victòria»), Sigþrór («[qui] obté victòries») i diversos noms similars. En la tradició, hi ha molts exemples de guerrers que realitzaven sacrificis i invocacions a Odin per tenir èxit en les batalles.
Però, per a aquells escollits pel déu, la victòria i la mort gloriosa eren desitjades d'igual forma. Els guerrers morts de manera heroica eren adoptats per Odin com a fills i els rebia al Valhalla, on participaven en un etern banquet que ell presidia. Igualment, se l'invocava com a Valföðr («pare dels escollits»), Valtýr («déu dels escollits»), Valkjósandi («[qui] tria els escollits»), Valþögnir («[qui] rep els escollits») i més noms d'aquesta naturalesa. A una völva aixecada del regne dels morts, Odin se li presenta com el fill de Valtamr («[qui] acostuma a triar els escollits»), que també és un dels seus noms.
El déu establia a qui tocava morir al camp de batalla i eren triats per formar les files dels einherjar, els guerrers destinats a formar l'exèrcit que lluitaria al seu costat el dia del Ragnarök. Així, formava l'armada d'ànimes guiades pel mateix Odin, que per això és anomenat Herföðr i Herjaföðr («pare de la formació»), Hertýr («déu de la formació») i Herjann («senyor de la formació»).
Relacionats amb el culte a Odin, hi havia els grups de guerrers que entren en un estat d'èxtasi durant la batalla, els úlfheðnar i els berserker (literalment «homes llop» i «vestits d'os», respectivament). Aquests grups de guerrers eren devots del déu i, abans de la batalla, entren en un estat d'èxtasi furiós, anomenat berserksgangr, en el qual començaven a rugir, bavejar i a mossegar la vora dels escuts. Després es llançaven a la batalla, cridant, agitant les espases i destrals, matant tots aquells que s'apropessin, insensibles al dolor i a la fatiga, fins que queien extenuats.

## Viatges
Amb un barret vell, un abric fosc i de vegades amb un bastó, Odin és descrit com el déu caminant que transita per les senderes del món. Per això, de vegades és anomenat Vegtamr («caminant») o Gagnráðr («coneixedor del camí»). Per tant, Odin és el déu dels viatgers i de tots els que es desplacen pels camins del món.
Es desplaça pels camins com un pelegrí, ocultant el seu aspecte i la seva veritable naturalesa. Alguns epítets que el descriuen són Grímnir («encaputxat»), Lóðungr («[qui porta] capa») o Hrani («espellifat»). Apareix generalment com un home d'edat, amb una llarga barba, motiu pel qual també se l'anomena Hárbarðr («barba grisa») o Langbarðr («barba llarga»).
Durant els seus viatges, molt sovint succeïa que per poder passar la nit demanava allotjament tant en residències de sobirans com en cases de persones humils. Aquesta és la raó per la qual de vegades és anomenat també Gestr («hoste») i, de fet, en el passat, tots els caminants que reclamaven hospitalitat eren rebuts per temor al fet que es tractés del déu ocult sota alguna de les seves tantes aparences.
Sota el nom de Grímnir, Odin va arribar com a hoste al palau del rei Geirrøðr, que va sospitar d'ell i el torturà cruelment mantenint-lo encadenat entre dos intensos focs. Després de revelar-li alguns secrets de naturalesa divina i part dels seus nombrosos epítets, Odin es va mostrar com qui en realitat era; el rei Geirrøðr va córrer penedit a alliberar-lo, però va ensopegar amb l'espasa i va morir travessat.
En la saga de Bárðr, escrita en el segle xiii, es relata que un genet borni amb un ample barret i una capa blava es va trobar amb un ferrer i li va demanar que ferrés el seu cavall. El ferrer, malfiant-se, va preguntar al genet on havia passat la nit anterior; i aquest li va esmentar llocs tan distants que el ferrer el prengué per un mentider. El viatger relatà que havia passat molt de temps al nord i que havia combatut en moltes batalles, però que ara es dirigia a Suècia. Quan el cavall va estar ferrat, el genet muntà i va dir "sóc Odin" al sorprès ferrer i es va allunyar veloçment. L'endemà, tingué lloc la batalla de Lena (any 1208). Aquesta fou l'última batalla en la qual els escandinaus atribuïren llur victòria a Odin. El rei suec deposat, Sverker, va arribar amb un gran exèrcit de danesos i els suecs liderats pel nou rei Eric foren superats en nombre. Es deia que aparegué Odin cavalcant sobre Sleipnir i es col·locà al capdavant de la formació sueca i els donà la victòria. El context en el qual es relata aquesta saga és durant un tractat de pau de Noruega i Odin, un déu de la guerra, ja no tenia gaire feina allí.

## Creació
A Odin i als seus germans, Vili i Vé, se'ls atribueix la mort d'Ymir, el gegant primigeni, en la creació del món. De la carn d'Ymir, els germans van crear el Midgard i dels fragments dels seus ossos i les seves dents van fer les roques i les pedres. De la sang d'Ymir van crear els rius i els llacs. Amb el seu crani es va crear el cel, assegurat en quatre punts per quatre nans: est, oest, nord i sud. Del cervell d'Ymir, van formar els núvols i de les seves celles es van crear les barreres entre el Jotunheim (la llar dels gegants) i Midgard, el lloc on ara habiten els humans.
Després de crear la Terra amb les restes d'Ymir, els tres germans es van trobar amb dos troncs (o un freixe i un om). Odin els va donar l'alè i la vida; Vili els va donar un cervell i sentiments; i Vé els va donar l'oïda i la vista. Amb això, els troncs es van convertir en el primer home, Ask, i la primera dona, Embla, i a partir d'ells descendeixen tots els humans. Molts reis i cases reials feien remuntar la seva descendència fins a Odin mitjançant d'Ask i d'Embla.

## Genealogia

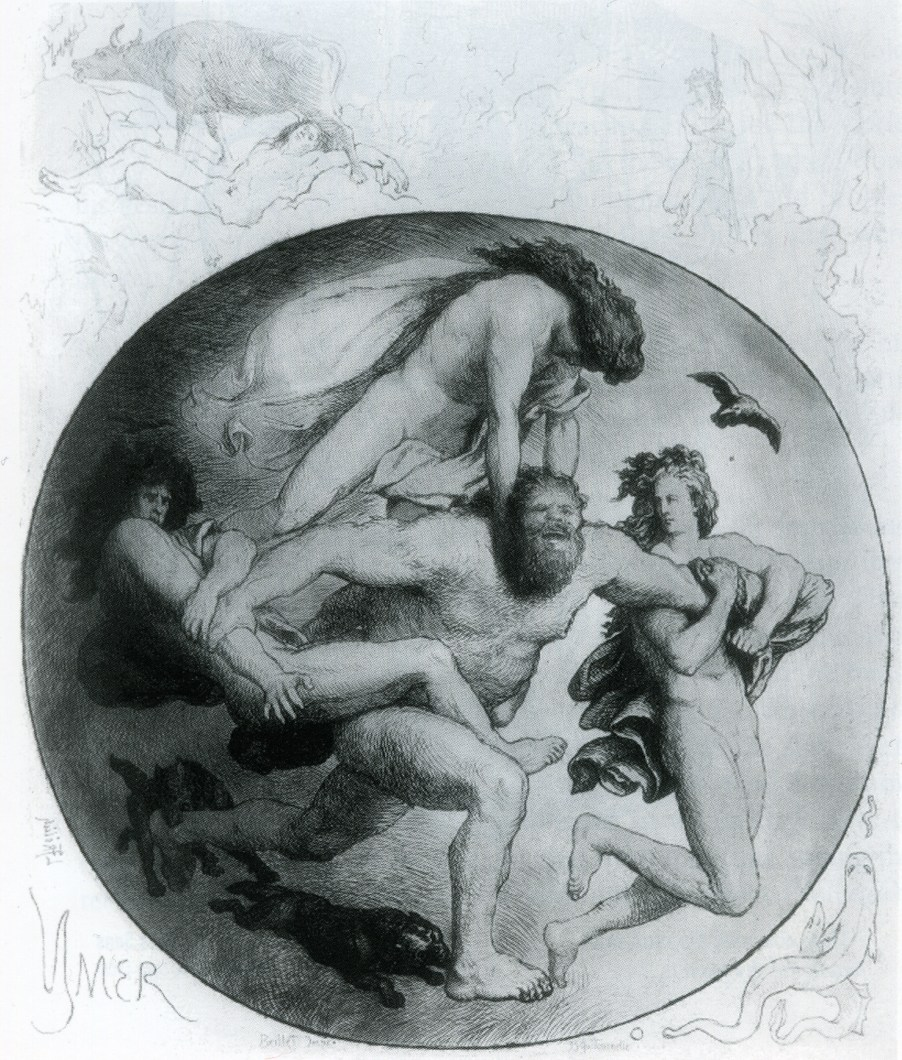
Odin i els seus germans donant mort a Ymir. Il·lustració de Lorenz Frølich

### Ancestres
Els ancestres i els germans d'Odin, segons el que relata Snorri en Gylfaginning, són:
|  |  |  |  |  |  |  |  |  |  |  |  | Buri | Buri | Buri | Buri | Buri | Buri |  |  |    |    |    |    |    |    |  |  | Bòltorn | Bòltorn | Bòltorn | Bòltorn | Bòltorn | Bòltorn |  |  |  |  |  |  |  |  |  |  |
|  |  |  |  |  |  |  |  |  |  |  |  | Buri | Buri | Buri | Buri | Buri | Buri |  |  |    |    |    |    |    |    |  |  | Bòltorn | Bòltorn | Bòltorn | Bòltorn | Bòltorn | Bòltorn |  |  |  |  |  |  |  |  |  |  |
|  |  |  |  |  |  |  |  |  |  |  |  | Bor  | Bor  | Bor  | Bor  | Bor  | Bor  |  |  |    |    |    |    |    |    |  |  | Bestla  | Bestla  | Bestla  | Bestla  | Bestla  | Bestla  |  |  |  |  |  |  |  |  |  |  |
|  |  |  |  |  |  |  |  |  |  |  |  | Bor  | Bor  | Bor  | Bor  | Bor  | Bor  |  |  |    |    |    |    |    |    |  |  | Bestla  | Bestla  | Bestla  | Bestla  | Bestla  | Bestla  |  |  |  |  |  |  |  |  |  |  |
|  |  |  |  |  |  |  |  |  |  |  |  |      |      |      |      |      |      |  |  |    |    |    |    |    |    |  |  |         |         |         |         |         |         |  |  |  |  |  |  |  |  |  |  |
|  |  |  |  |  |  |  |  |  |  |  |  |      |      |      |      |      |      |  |  |    |    |    |    |    |    |  |  |         |         |         |         |         |         |  |  |  |  |  |  |  |  |  |  |
|  |  |  |  |  |  |  |  |  |  |  |  | Vili | Vili | Vili | Vili | Vili | Vili |  |  | Vé | Vé | Vé | Vé | Vé | Vé |  |  | Odin    | Odin    | Odin    | Odin    | Odin    | Odin    |  |  |  |  |  |  |  |  |  |  |

### Descendència
La descendència d'Odin és difícil de traçar i bastant confusa, ja que en diferents textos s'esmenten diferents fills i, fins i tot, algunes dinasties reials traçaven la seva genealogia amb diferents personatges fins a Odin. Els tres fills universalment reconeguts en diferents poemes èddics i escàldics són: Thor, Vali i Bàlder. No obstant això, pot agregar-s'hi Höðr, que en molts relats figura com a germà de Bàlder i és esmentat en Skáldskaparmál amb el kenningar de «fill d'Odin». Vídar és esmentat en el Skáldskaparmál com a fill seu, i en el Gylfaginning se l'esmenta com el fill silenciós d'Odin. Hermóðr n'és esmentat com a fill en diversos poemes, però en el Codex Regius se l'interpreta com a servent d'Odin, encara que al final de l'obra se l'esmenta com a germà de Bàlder. En el poema èddic Hárbardsljód, Meili és esmentat per Thor com el seu germà. Týr figura en l'Edda prosaica com a fill d'Odin, encara que en l'Edda poètica, en Hymiskviða, se l'esmenta com a fill d'Ilmr.
Una genealogia probable en seria:
|  |  |  |  |       |       | Höðr  | Höðr  | Höðr  | Höðr  | Höðr | Höðr |      |      |      |      |      |      | Odin | Odin | Odin | Odin | Odin | Odin |         |         |         |         |         |         | Frigg | Frigg | Frigg | Frigg | Frigg | Frigg |      |      |  |  |        |        |        |        |        |        |
|  |  |  |  |       |       | Höðr  | Höðr  | Höðr  | Höðr  | Höðr | Höðr |      |      |      |      |      |      | Odin | Odin | Odin | Odin | Odin | Odin |         |         |         |         |         |         | Frigg | Frigg | Frigg | Frigg | Frigg | Frigg |      |      |  |  |        |        |        |        |        |        |
|  |  |  |  |       |       |       |       |       |       |      |      |      |      |      |      |      |      |      |      |      |      |      |      |         |         |         |         |         |         |       |       |       |       |       |       |      |      |  |  |        |        |        |        |        |        |
|  |  |  |  |       |       |       |       |       |       |      |      |      |      |      |      |      |      |      |      |      |      |      |      |         |         |         |         |         |         |       |       |       |       |       |       |      |      |  |  |        |        |        |        |        |        |
|  |  |  |  |       |       |       |       |       |       |      |      |      |      |      |      |      |      |      |      |      |      |      |      |         |         |         |         |         |         |       |       |       |       |       |       |      |      |  |  |        |        |        |        |        |        |
|  |  |  |  | Meili | Meili | Meili | Meili | Meili | Meili |      |      | Thor | Thor | Thor | Thor | Thor | Thor |      |      |      |      |      |      | Hermóðr | Hermóðr | Hermóðr | Hermóðr | Hermóðr | Hermóðr |       |       | Höðr  | Höðr  | Höðr  | Höðr  | Höðr | Höðr |  |  | Bàlder | Bàlder | Bàlder | Bàlder | Bàlder | Bàlder |

|  |  |  |  |  |  | Gríðr | Gríðr | Gríðr | Gríðr | Gríðr | Gríðr |       |       |       |       |       |       | Odin | Odin | Odin | Odin | Odin | Odin |      |      |      |      |      |      | Rindr | Rindr | Rindr | Rindr | Rindr | Rindr |  |  |  |  |  |  |  |  | Odin | Odin | Odin | Odin | Odin | Odin |       |       |       |       |       |       | Gunnlod | Gunnlod | Gunnlod | Gunnlod | Gunnlod | Gunnlod |
|  |  |  |  |  |  | Gríðr | Gríðr | Gríðr | Gríðr | Gríðr | Gríðr |       |       |       |       |       |       | Odin | Odin | Odin | Odin | Odin | Odin |      |      |      |      |      |      | Rindr | Rindr | Rindr | Rindr | Rindr | Rindr |  |  |  |  |  |  |  |  | Odin | Odin | Odin | Odin | Odin | Odin |       |       |       |       |       |       | Gunnlod | Gunnlod | Gunnlod | Gunnlod | Gunnlod | Gunnlod |
|  |  |  |  |  |  |       |       |       |       |       |       |       |       |       |       |       |       |      |      |      |      |      |      |      |      |      |      |      |      |       |       |       |       |       |       |  |  |  |  |  |  |  |  |      |      |      |      |      |      |       |       |       |       |       |       |         |         |         |         |         |         |
|  |  |  |  |  |  |       |       |       |       |       |       | Vidar | Vidar | Vidar | Vidar | Vidar | Vidar |      |      |      |      |      |      | Vali | Vali | Vali | Vali | Vali | Vali |       |       |       |       |       |       |  |  |  |  |  |  |  |  |      |      |      |      |      |      | Bragi | Bragi | Bragi | Bragi | Bragi | Bragi |         |         |         |         |         |         |

## Possessions

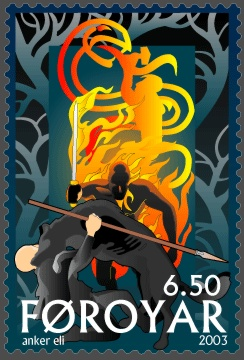
La mort d'Odin per Fenrir en un segell postal feroès

Odin tenia tres residències a l'Asgard. Primer hi havia Glaðsheimr, un ampli saló que presidia sobre els dotze diar o jutges i on es regulaven els assumptes de l'Asgard. Després hi havia Valaskjálf, que era on hi havia el seu tron, Hliðskjálf, construït completament amb plata. Finalment, hi havia el Valhalla, on rebia les ànimes dels guerrers morts.
Les ànimes de les guerreres i d'aquelles dones fortes i belles que Odin afavoria es convertien en les seves filles, les valquíries, que recollien les ànimes als camps de batalla i servien al Valhalla («saló dels caiguts en combat»). Aquest enorme palau tenia cinc-centes quaranta portes i per cadascuna en podien passar vuit-cents guerrers en formació. A més, estava cobert d'or, amb llances i escuts daurats penjant de les parets.
També tenia nombrosos objectes màgics que eren associats a ell, com la seva llança, Gungnir, que mai fallava en el seu blanc i un anell d'or, Draupnir, que cada nou nits produïa vuit nous anells. Aquestes dues últimes possessions Loki li va regalar a Odin.

## Animals

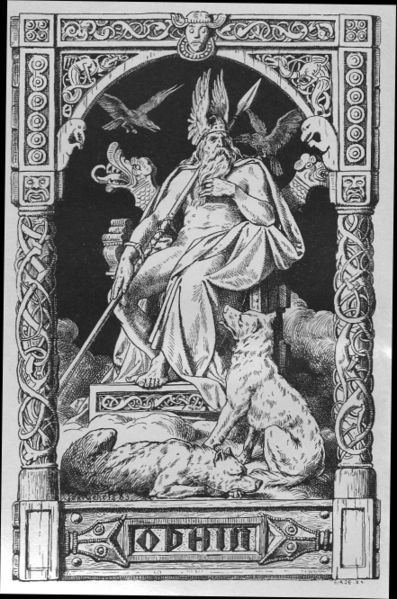
Odin assegut en el seu tron, amb la seva llança i envoltat pels seus corbs i llops

Odin té com a seguici diferents animals. Els més coneguts són els seus dos corbs anomenats Hugin i Munin, que envia cada matí a volar, en direccions oposades, envoltant el món perquè quan tornin a la tarda es posin sobre les seves espatlles i li murmurin a cau d'orella què han vist. També posseeix dos llops anomenats Geri i Freki, als quals dona el que li correspon com a esmorzar al Valhalla, ja que ell s'alimenta exclusivament d'hidromel i vi.
| Gera ok Freka esðr gunntamiðr hróðigr Herjaföður; en vaig veureð vín eitt vápngöfugr Oðinn æ lifir. Huginn ok Muninn fljúga hverjan dag Jörmungrund yfir; óumk ek of Hugin, at hann aftr né komi-t, þo sjámk meir of Munin. | 19 Geri i Freki nodreix, el guerrer famós, el gloriós Heriaföðr; i solament amb vi, el déu de les armes, Odin, viu per sempre. 20 Hugin i Munin volen cada dia al voltant del món: tem menys per Hugin que no torni, encara més tem per Munin. |
| Edda poètica - Grímnismál, estrofes 19 i 20. | |

La relació existent entre Odin i els corbs, a més de ser habitual per a un déu de la guerra, també ho és per a un déu de la mort, ja que els corbs generalment s'alimentaven dels cadàvers dels camps de batalla. Es creu que l'estendard del corb que alguns caps tribals nòrdics portaven en combat era un símbol del déu, perquè els protegís i inspirés temor als enemics.
Els llops, igual que els corbs, també es relacionaven amb la batalla; alguns dels kenningars que es van utilitzar en la poesia escàldica per fer-hi referència són «festí de corbs» o «festí de llops».
Un altre animal que sempre està associat a Odin és el seu cavall gris de vuit potes, anomenat Sleipnir, que li permet viatjar veloçment per terra, aire i mar. Va ser un obsequi de Loki i va néixer com a fruit de la unió de Loki (momentàniament convertit en euga) i Svadilfari, el cavall del gegant que va construir part de les muralles de l'Asgard.

## Noms
Els nòrdics li van donar a Odin molts àlies, la qual cosa, d'altra banda, era part de la tradició de l'ús de kenningars per part dels escalds i era un mètode poètic de referència indirecta. El nom Alföðr («pare de tots») apareix en l'Edda poètica de Snorri Sturluson. Probablement, en l'origen feia referència a Tiwaz, ja que es relaciona millor amb la idea d'un «déu del cel» amb l'epítet de «pare de tots». D'acord amb Bernhard Severin Ingemann, es coneix Odin en la mitologia dels wends com a Woda o Waidawut.
Odin també és la divinitat nòrdica amb el nombre més gran de noms, fins al punt que, de vegades, no és fàcil distingir entre el nom veritable i els epítets. En molts casos, s'ignora l'etimologia d'algun dels noms. En l'Edda prosaica, a l'estrofa 19, hi ha una extensa llista dels seus noms, presos del poema èddic Grímnismál, 46-50 i 54:

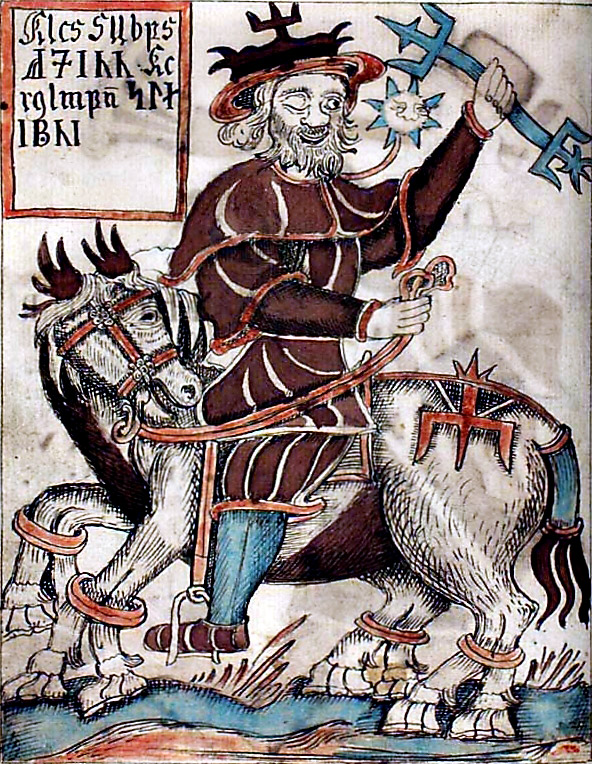
Odin en el seu cavall, Sleipnir. Il·lustració d'un manuscrit islandès del

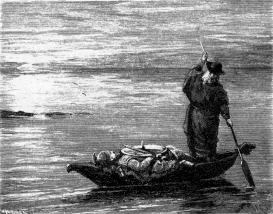
Odin transportant el cos de Sinfjötli al Valhalla. Il·lustració del 1893, obra de Frederik Sander

| Hétumk Grímr, hétumk Gangleri, Herjann ok Hjalmberi, Þekkr ok Þriði, Þundr ok Oðr, Herblindi ok Hár; Saðr ok Svipall ok Sanngetall, Herteitr ok Hnikarr, Bileygr, Báleygr Bölverkr, Fjölnir, Grímr ok Grímnir, Glapsviðr ok Fjölsviðr; Síðhöttr, Síðskeggr, Sigföðr, Hnikuðr, Alföðr, Valföðr, Atríðr ok Farmatýr; einu nafni hétumk aldregi, síz ek emð folkum fór. Grímni mik hétu at Geirröðar, en Jálk at Ásmundar, enn þá Kjalar, er ek kjálka dró; Þrór þingum at, Vaig veureðurr at vígum, Óski ok Ómi, Jafnhár ok Biflindi, Göndlir ok Hárbarðr emð goðum; Sviðurr ok Sviðrir er ek hét at Sökkmímis, ok dulðak þann inn aldna jötun, þá er ek El meuðvitnis vark ins mæra burar orðinn einbani. Oðinn ek nú heiti, Yggr ek áðan hét, hétumk Þundr fyr þat, Vakr ok Skilfingr, Váfuðr ok Hroftatýr, Gautr ok Jalkr emð goðum, Ófnir ok Sváfnir, er ek hygg, at orðnir sé allir af einum mér. | 46. Em dic Grímr, em dic Gangleri, Herian i Hiálmberi, Þekkr i Þriði, Þoðr i Oðr, Helblindi i Hár; 47. Saðr i Svipall i Sanngetall, Herteitr i Hnikarr, Bileygr, Báleygr Bölverkr, Fiölnir, Grímr i Grímnir, Glapsviðr i Fiölsviðr; 48. Síðhöttr', Síðskeggr, Sigföðr, Hnikuðr, Allföðr, Valföðr, Atríðr i Farmatýr; amb un sol nom no em dic més que quan viatjo entre la gent. 49. Grímnir em van anomenar a la casa de Geirröðr, i Iálkr en la d'Ásmundr, i també Kialarr, quan tirava d'un trineu, Þrór en l'assemblea Vaig veureðurr en la batalla, Óski i Ómi, Iafnhár i Biflindi, Göndlir i Hárbarðr entre els déus; 50. Sviðurr i Sviðrir sóc anomenat en el de Søkkmímir, i vaig enganyar aquell vell gegant quan del pròdig fill del meuðvaig veureðnir em vaig convertir en el seu únic matador. 54. Oðinn em dic ara, Yggr em vaig dir abans; encara abans vaig ser anomenat Þundr, Vakr i Skilfingr, Váfuðr i Hroptatýr, Gautr i Iálkr entre els déus, Ofnir i Svafnir, crec que tots se'n van fer un solament en el meu. |
| Edda poètica - Grímnismál, estrofes 46-50, 54 | |

## Culte

### Orígens

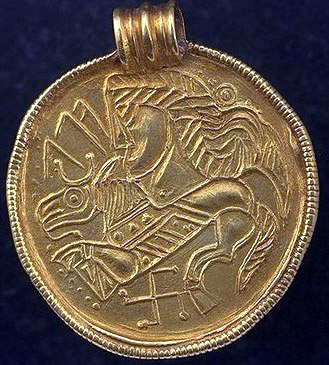
Bracteat escandinau d'or, del, amb la imatge d'Odin

L'adoració d'Odin data del paganisme protogermànic. L'historiador romà Tàcit, en la seva obra De Origini et situ Germanorum, esmenta que els germans adoren i fan sacrificis a Mercuri, amb el qual Tàcit assimila Odin seguint la interpretatio romana. Pau Diaca, a la fi del segle viii, en la seva Historia gentis Langobardorum, relata que Odin (Guodan) era el déu principal dels longobards i identificava Odin també amb Mercuri. A més, s'han associat determinats paral·lelismes entre Odin i el déu cèltic Lugh: ambdós són déus intel·lectuals, que dominen la màgia i la poesia; ambdós tenen corbs i una llança; i ambdós són bornis. Juli César, en De Bello Gallico, esmenta que Mercuri és el déu principal de la religió celta.
El motiu pel qual se'ls associava és que, igual que Mercuri, Odin era considerat com un psicopompos, «capdavanter de les ànimes». Era comú que els historiadors de l'època creguessin que les deïtats d'altres pobles i cultures eren els seus propis déus sota diferents noms.

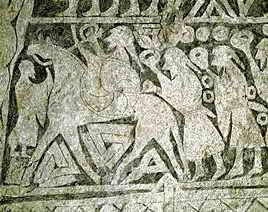
El deixant rúnic de Tängelgarda, del, mostra Odin liderant guerrers amb anells. Els símbols de valknut estan sota el cavall

Un context que podria haver donat lloc a la difusió d'elements de rituals cèltics en la cultura germànica va poder haver-se donat en el poble chatti, que va viure a les fronteres entre els celtes i els germans, a Hesse, durant els primers segles de l'era cristiana. Odin en la seva forma protogermànica no era la d'un déu cap, sinó que gradualment va ser substituït per Týr durant el període de les grans migracions.
El nom d'Oðinn apareix en il·lustracions, pedres rúniques i bracteats pertanyents al període de les grans migracions, durant l'era Vendel, descrivint escenes que poden ser comparades amb els textos i il·lustracions de l'edat mitjana nòrdica. El context de noves elits emergint en aquest període concorda amb el relat de Snorri Sturluson que els Vanir, autòctons, van ser reemplaçats pels Æsir, intrusos continentals.
Alguns erudits han relacionat Odin amb les característiques d'un "déu de la mort". Alguns d'ells, com Jan de Vries i Thor Templin, relacionen Loki i Odin com si es tractés d'un sol individu, fins al començament del període nòrdic.
D'acord amb la narració de la saga dels Ynglings, l'Asgard era un lloc de solemnes sacrificis que eren presidits per dotze sacerdots (anomenats díar o drótnar), que eren al mateix temps encarregats de les decisions i dels judicis. Des d'un punt de vista evemerista, podrien haver estat sacerdots o caps tribals que després van ser divinitzats, però això és impossible de provar. En el cas d'Odin, es diu que, sentint-se proper a la mort, va abandonar Suècia i va tornar al seu antic país d'origen, anomenat Goðheimr («país del déu»), i els seus seguidors van creure que en realitat havia tornat a l'Ásgarðr per viure eternament.

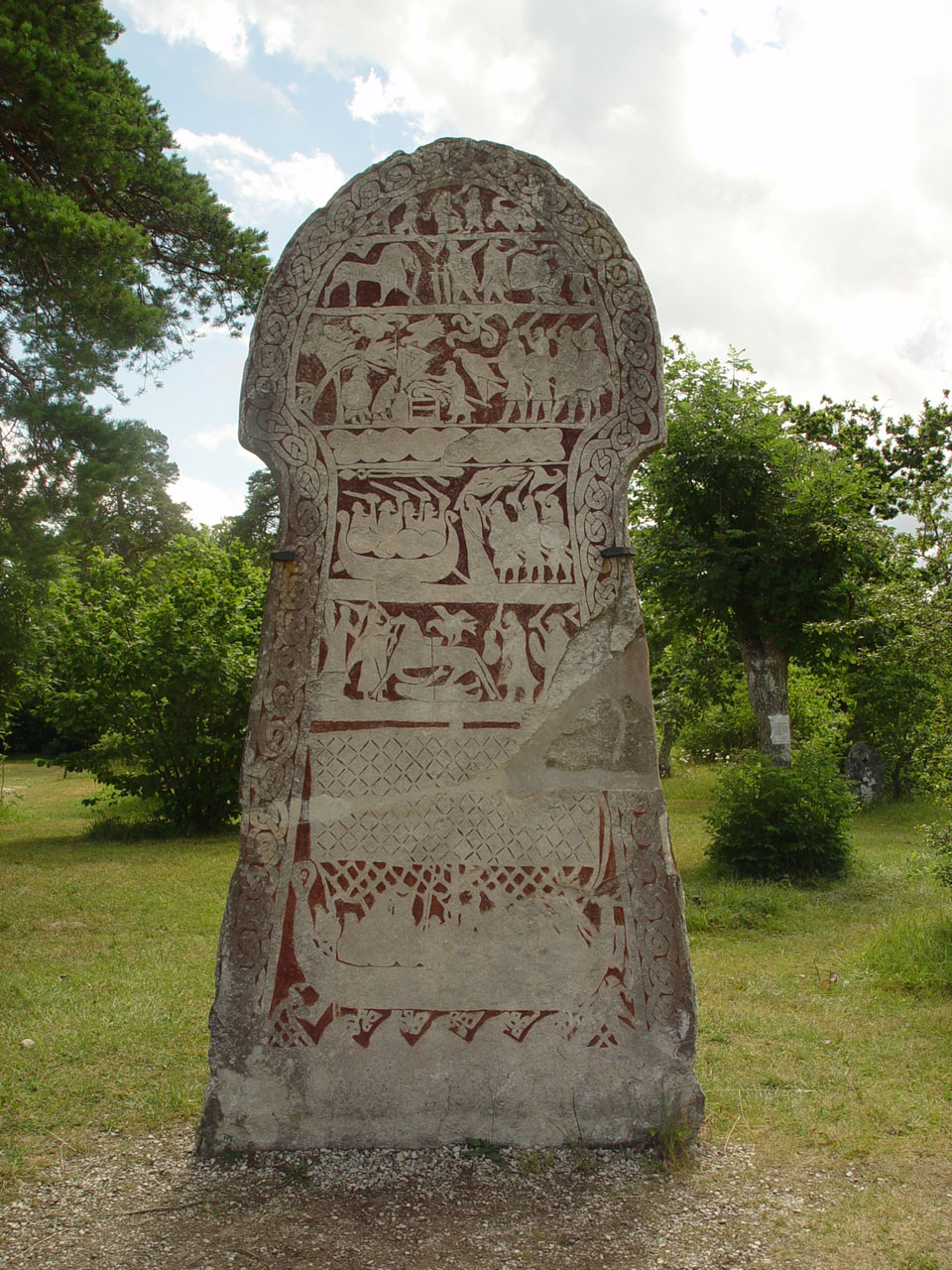
Deixant rúnic amb escenes de sacrificis a Stora Hammar, Gotland, Suècia

Malgrat que, en l'imaginari popular, de vegades Odin és considerat el déu principal del panteó nòrdic, aquest paper, l'adquireix els últims segles d'auge del politeisme al nord d'Europa. Es presumeix que el culte d'Odin es va originar a Dinamarca al voltant del segle iv i que, després, es va difondre per la península escandinava, amb major incidència a Suècia que a Noruega.
Tanmateix, és més difícil trobar-ne mostres del culte a Islàndia (fins i tot estudiant la toponímia), on el culte a Thor era el que prevalia. Una de les sospites és que els emigrants escandinaus que van colonitzar Islàndia eren més devots de Thor i de divinitats relacionades amb l'agricultura, com Freyja i Njörðr. Això marca un contrast entre els qui van abandonar la península, poblant Islàndia, i el causant d'aquestes migracions, el primer rei de Noruega, Haraldr Hárfagri (Harald «Cabellera Bella»), fervent adorador d'Odin.
En general, en ser Odin un déu de la guerra i de les arts màgiques, era particularment important per als guerrers i per alguns individus marginals de la societat. Els grangers i pescadors preferien divinitats com Thor, Njörðr, o de la fertilitat com Freyja o Freyr. Odin va ser, especialment venerat durant els començaments de l'època vikinga durant el període dels saquejos i pillatges de les costes del nord d'Europa.

### Sacrificis
En algunes ocasions, abans o després dels combats, es realitzava el sacrifici d'alguns presoners en honor d'Odin. És probable que l'home de Tollund, trobat a Jutlàndia, nu i penjat juntament amb uns altres sigui un cas d'aquest tipus de sacrificis. En el cas particular dels sacrificis a Odin, les tècniques utilitzades eren la forca, els empalaments amb llances afilades o les cremacions. La Saga Orkneyinga és una de les fonts que cita un ritual molt poc usual anomenat «àguila de sang», i que consistia en la separació i successiva obertura de les costelles a la columna vertebral.

### Blóts
Està documentat en fonts primàries que es feien sacrificis a Odin durant els blóts. Adam de Bremen relata que cada nou anys, la gent de tota Suècia es reunia per realitzar sacrificis al temple d'Uppsala. Homes presos com a esclaus i mascles de cada espècie eren sacrificats i penjats dels arbres sagrats a prop dels temples, recordant el sacrifici que va realitzar el déu per obtenir les runes.
Atès que els suecs tenien el dret no sols de triar el seu rei sinó també de destituir-lo, les sagues relaten que tant el rei Domalde com el rei Olof Trätälja van ser sacrificats en honor d'Odin després d'una sèrie d'anys de fam. S'ha argumentat que matar un oponent en la batalla era també una manera d'oferir un sacrifici. La inconstància del déu en la batalla està molt ben documentada i en la Lokasenna, Loki es burla d'Odin per la seva actitud canviant.
De tant en tant, s'oferien sacrificis perquè canviessin les circumstàncies del moment. Un exemple notable n'és el sacrifici del rei Víkar, que és detallat en la Saga de Gautrek i per Saxo Grammaticus. Els mariners d'una flota el rumb de la qual estava sent canviat pel vent van començar a jugar-se a l'atzar quins membres de la mateixa tripulació sacrificarien a Odin perquè afluixés els vents. El mateix rei va jugar-s'ho a sorts i va ser penjat.
Els sacrificis a Odin probablement es realitzaven al principi de l'estiu, ja que la Saga dels Ynglings afirma que uns dels més grans festivals del calendari era "at sumri, þat var sigrblót" («a l'estiu, per a la victòria»). La Saga dels Ynglings també dona detalls dels sacrificis realitzats pel rei suec Aun, a qui se li va revelar que allargaria la seva vida si sacrificava un fill cada deu anys. Segons la saga, nou dels seus deu fills ja havien mort sacrificats, però quan estava a punt de sacrificar l'últim fill, Egil, els suecs van aturar-lo.

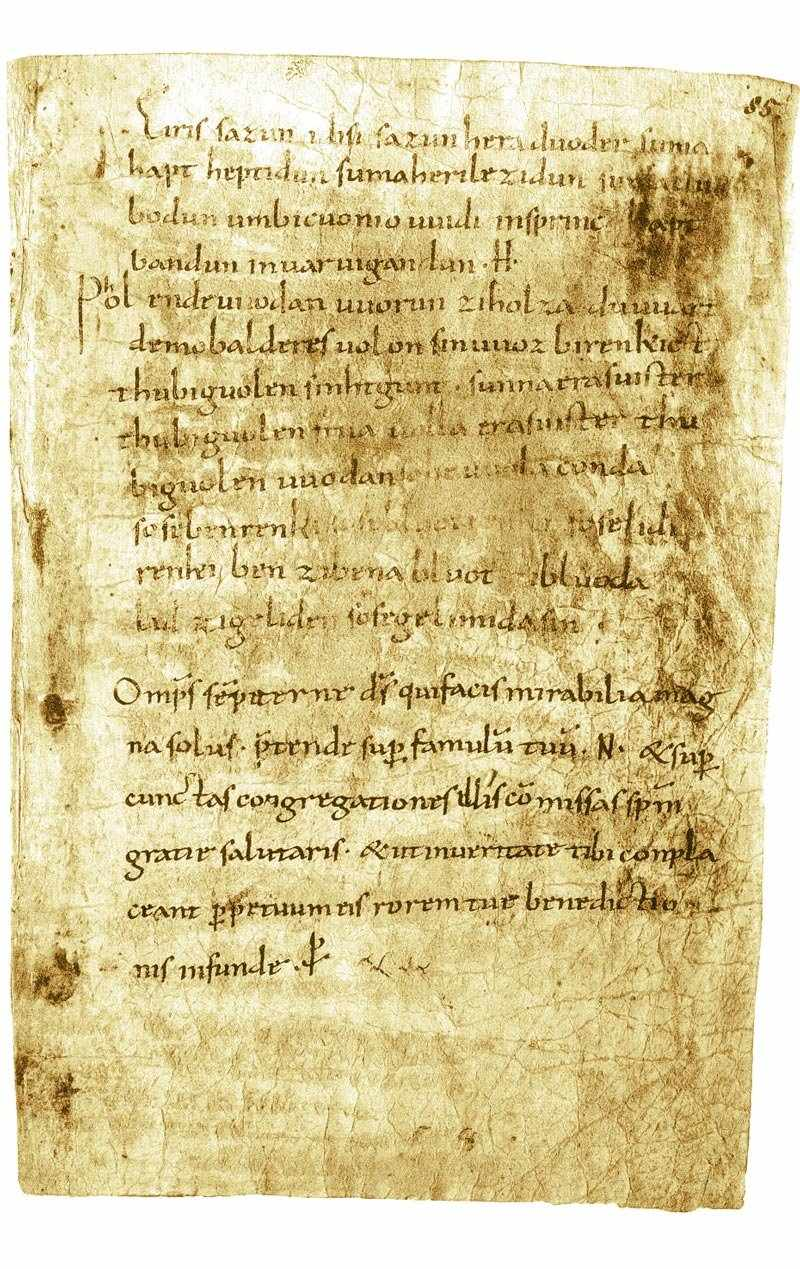
Conjurs de Merseburg, del

### Proscripció pel cristianisme
Durant la cristianització, l'adoració de divinitats nòrdiques, i entre aquestes Odin, no es va extingir completament i l'adoració pagana en privat va continuar durant molt de temps sent tolerada. L'estratègia utilitzada en el procés de cristianització va ser convertir les deïtats paganes en icones malignes i el reemplaçament gradual per figures cristianes.
Una mostra clara de la continuació de les tradicions de la mitologia nòrdica són els Conjurs de Merseburg, l'únic text en antic alemany amb exemples de creences paganes i en què se cita Uuôdan, que és identificat com Wodan.

### Similituds entre Odin i Jesús
Un relat èddic del segle xiii conté elements d'una possible similitud entre el déu i la figura central del cristianisme. Alguns estudiosos comenten que el relat de quan Odin es va penjar del freixe Yggdrasil pot ser comparat amb la crucifixió de Jesús; un altre element que fa possible aquesta comparació és la llança que el déu va enterrar en el seu ventre i que podria ser identificada amb la «llança sagrada». Aquesta història també conté algunes similituds amb les de la il·luminació de Buda. Travessar l'axis mundi, o sigui, superar la barrera entre el món terrenal i l'espiritual per després tornar amb més coneixements o sota una millor forma, és un patró comú en molts mites i religions.
Malgrat que ambdós mites es van desenvolupar de manera independent, és probable que les primeres comunitats cristianes escandinaves i germàniques els trobessin connectats barrejant característiques de la imatge de Jesús amb la d'Odin i viceversa, un fet que ho demostra és el poema anglosaxó El somni de la creu de Cynewulf, que retrata Jesús com a déu i rei guerrer germànic.
La història del sacrifici d'Odin segons es relata a l'Hávamál, té algunes similituds amb la del sacrifici de Jesús, que sofreix i després derrota la mort, segons ho descriu Pau de Tars, i aquest a la vegada presenta certs paral·lelismes amb el mite del déu de la mitologia egípcia Osiris i el modern kemetisme.

### Actualitat

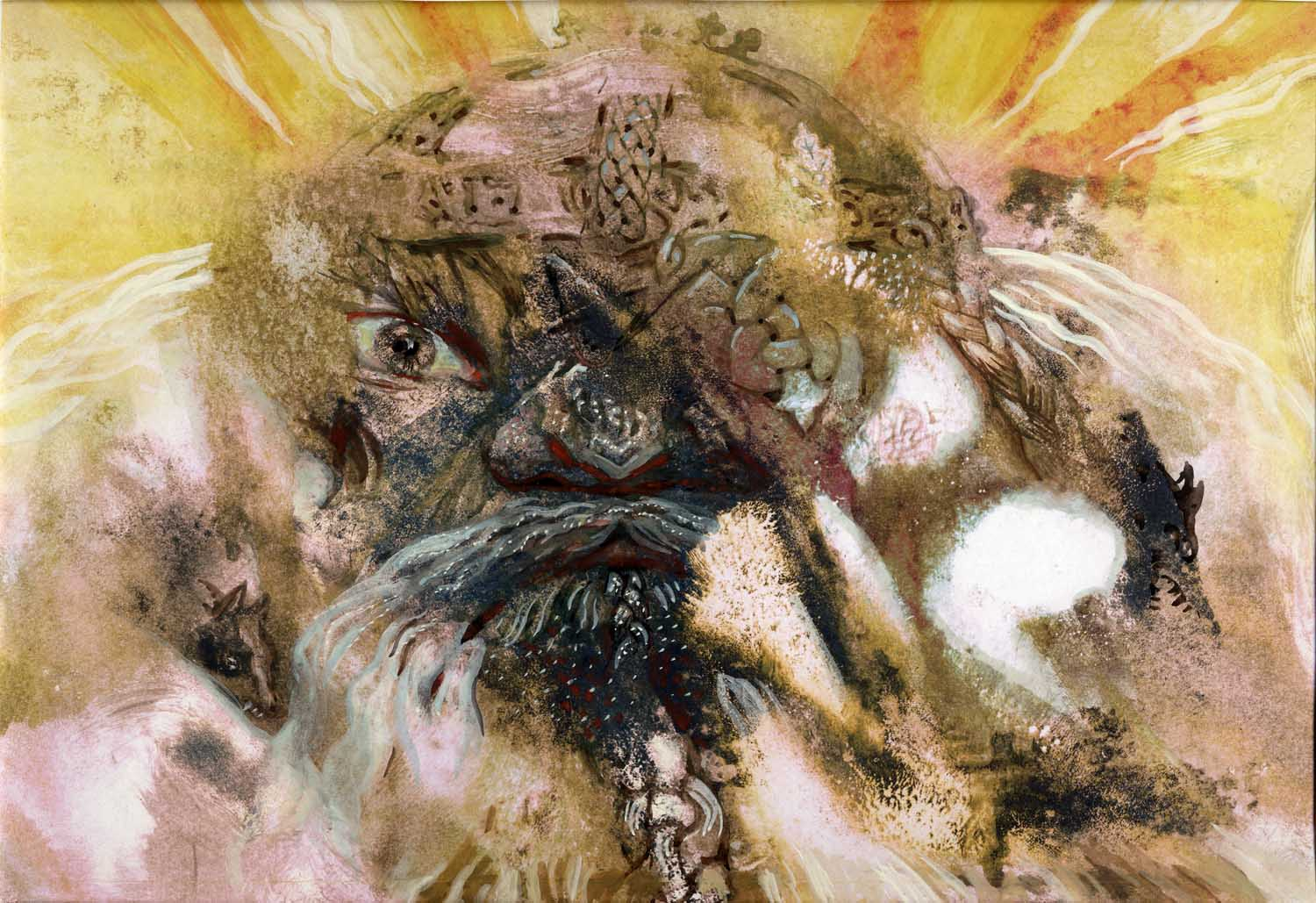
M. Presnyakov: Odin, 2008

Des de la segona meitat del segle xx, una nova religió neopagana sorgeix rememorant l'antiga tradició nòrdica i germànica. Els que van seguir la tradició nòrdica van anomenar aquest culte Ásatrú (en islandès, «Fidelitat als déus»); els que van seguir el paganisme germànic el van anomenar odinisme pel rol central que compleix Odin en aquesta religió.
Els orígens de l'odinisme es remunten al treball de l'australià Alexander Rud Mills, que en la dècada del 1930 va fundar la primera Església anglicana d'Odin.
El primer país on l'Ásatrú va ser reconegut com una religió va ser Islàndia el 1972, després dels esforços del poeta islandès Sveinbjörn Beiteinsson. Aquest va fundar el grup Ásatrúarmenn («Els homes que confien en els déus»), actualment anomenat Ásatrúarfélagið («Associació d'aquells que confien en els déus»). Aquest corrent espiritual busca recuperar les tradicions i la religió dels pobles nòrdics.
Avui dia, aquesta religió és reconeguda oficialment a Islàndia, Noruega, Dinamarca, Suècia i Espanya, però el culte existeix i està organitzat a la Gran Bretanya, França, Bèlgica, Països Baixos, Alemanya, Itàlia, Estats Units i altres països.

## Cultura popular
Amb el ressorgiment viking en el Romanticisme de començaments a mitjans del segle xix, la popularitat de la figura d'Odin va augmentar novament. Odin (Wotan) és un dels principals protagonistes de la sèrie d'òperes èpiques de Richard Wagner, Der Ring des Nibelungen. Aquesta representació en particular va influir en molts escriptors de ficció i ha resultat en variades referències i al·lusions en diferents mitjans.

## Toponímia
En diversos indrets, especialment a Escandinàvia a l'Europa septentrional, hi ha alguns topònims que recorden la divinitat nòrdica. El text en cursiva indica el nom antic:
 Dinamarca:
- Odense (Odins, «santuari d'Odin»)
- Odinshøj, («pujol d'Odin»)
- Onsbjerg, ('pujol d'Odin»)
- Terra d'Odin (Groenlàndia)

 Finlàndia:
- Udensö, («illa d'Uden», anomenada de manera alternativa fins al 1785 "illa d'Odin").

 Noruega:
- Onsøi, (Óđinsøi, «illa d'Odin»), nom d'una península (i nom d'una parròquia i d'una municipalitat antiga) al comtat d'Østfold.

 Suècia:
- Onsala (Halland), Odensala (Uppland, Sigtuna kommun): «Sala d'Odin»
- Odensåker (Västergötland): 'Camp d'Odin»
- Odensvi (Småland), Odensvi (Västmanland): «Santuari d'Odin»
- Onslunda (Skåne): «Arbreda d'Odin»

 França:
- Audinghen (Odingham)
- Audembert (Odinberg)
- Vatan igual a Wotan

 Anglaterra (relacionat amb Wodan):
- Wednesfield
- Wednesbury

 Alemanya:
- Odenwald, («Bosc d'Odin»)
- Godesberg
- Gütersloh
- Wodenesberg
- Odisheim
- Wodensbolt

 Austràlia:

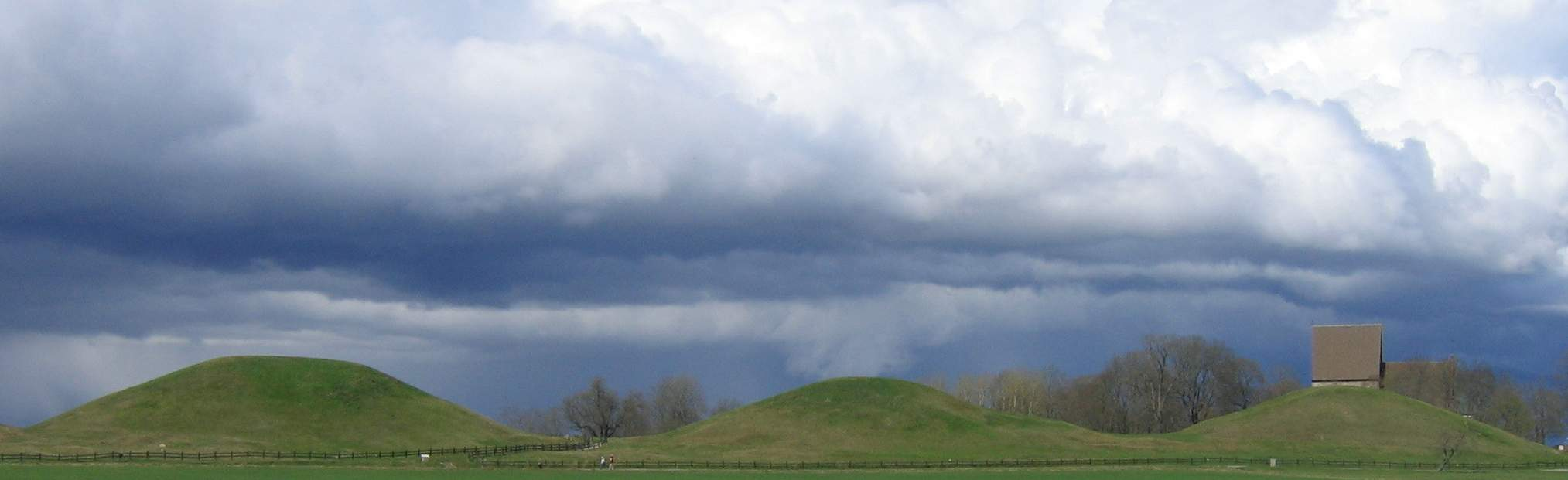
Tres grans túmuls reials (kungshögarna) a Gamla Uppsala, Suècia. Tombes del inspirades per Odin segons la Saga Ynglinga

- Woden Valley, un districte de Canberra

 Canadà:
- Mont Odin, a l'illa de Baffin, Nunavut

 Rússia:
- Odin, emprat com a nom propi.